# Gomphurus dilatatus
Gomphurus dilatatus är en trollsländeart som först beskrevs av Jules Pièrre Rambur 1842.  Gomphurus dilatatus ingår i släktet Gomphurus och familjen flodtrollsländor. Inga underarter finns listade i Catalogue of Life.